# Герберт Беттхер
Герберт Курт Беттхер (нім. Herbert Kurt Böttcher; 24 квітня 1907, Прекульс — 12 червня 1950, Радом) — німецький юрист і офіцер, один із керівників нацистського окупаційного режиму в Польщі, бригадефюрер СС та генерал-майор поліції (9 листопада 1944).

## Біографія
Балтійський німець, син одного з лідерів німецької меншини у Мемелі. Здобув вищу юридичну освіту, доктор права (1931). Досить пізно вступив у НСДАП (квиток № 7 093 097) і лише 23 березня 1939 року — в СС (квиток № 323 036), причому одразу отримав чин штурмбанфюрера та був призначений командиром 1-го штурмбану 105-го штандарту СС. З 1 серпня 1939 року — командир 105-го штандарту. Після окупації Мемеля у березні 1940 року був призначений туди директором поліції. У жовтні 1940 року зарахований в штаб оберабшніту «Схід» і призначений президентом поліції Касселя. 12 травня 1942 року призначений керівником СС та поліції дистрикту Радом. Один із організаторів каральних операцій на території генерал-губернаторства. Після Другої світової війни заарештований і переданий польському уряду. Засуджений Польським військовим трибуналом до страти. Повішений.

## Нагороди
- Хрест Воєнних заслуг 2-го і 1-го класу з мечами
- Перстень «Мертва голова»